# Anolis binotatus
Espèce
Anolis binotatus est une espèce de sauriens de la famille des Dactyloidae. 

## Répartition
Cette espèce se rencontre en Équateur et en Colombie.

## Publication originale
- Peters, 1863 : Über einige neue Arten der Saurier-Gattung Anolis. Monatsberichte der Königlich preussischen Akademie der Wissenschaften zu Berlin, vol. 1863, p. 135-149 (texte intégral).